# Jon Gallagher
Jon Gallagher (Dundalk, 1996. február 23. –) ír labdarúgó, az amerikai Austin csatárja.

## Pályafutása
Gallagher az írországi Dundalk városában született. Az ifjúsági pályafutását az amerikai Beachside csapatában kezdte, majd a Home United akadémiájánál folytatta.
2018-ban mutatkozott be az Atlanta United észak-amerikai első osztályban szereplő felnőtt keretében. A 2019–20-as szezonban a skót első osztályban érdekelt Aberdeen csapatát erősítette kölcsönben. 2020. december 13-án az újonnan alakult Austinhoz igazolt. Először a 2021. április 18-ai, Los Angeles ellen 2–0-ra elvesztett mérkőzés 59. percében, Danny Hoesen cseréjeként lépett pályára. Első gólját 2021. május 10-én, a Sporting Kansas City ellen idegenben 2–1-es vereséggel zárult találkozón szerezte meg.

## Statisztikák
2023. június 25. szerint
| Klub                  | Szezon   | Osztály              | Bajnokság | Bajnokság | Kupa  | Kupa | Nemzetközi | Nemzetközi | Összesen | Összesen |
| Klub                  | Szezon   | Osztály              | Meccs     | Gól       | Meccs | Gól  | Meccs      | Gól        | Meccs    | Gól      |
| --------------------- | -------- | -------------------- | --------- | --------- | ----- | ---- | ---------- | ---------- | -------- | -------- |
| Aberdeen (kölcsönben) | 2019–20  | Scottish Premiership | 22        | 1         | 3     | 0    | 6          | 0          | 31       | 1        |
| Atlanta United        | 2020     | MLS                  | 16        | 4         | 0     | 0    | —          | —          | 16       | 4        |
| Austin                | 2021     | MLS                  | 27        | 3         | 0     | 0    | —          | —          | 27       | 3        |
| Austin                | 2022     | MLS                  | 35        | 1         | 1     | 0    | —          | —          | 36       | 1        |
| Austin                | 2023     | MLS                  | 19        | 5         | 2     | 0    | 2          | 0          | 23       | 5        |
| Austin                | Összesen | Összesen             | 81        | 9         | 3     | 0    | 2          | 0          | 86       | 9        |
| Összesen              | Összesen | Összesen             | 119       | 14        | 6     | 0    | 8          | 0          | 133      | 14       |

## Sikerei, díjai
Egyéni
- MLS All-Stars: 2023